# Ерик Стърджис
Ерик Уилям Стърджис (на английски: Eric William Sturgess) е южноафрикански тенисист. 

## Биография
Ерик Уилям Стърджис е роден на 10 май 1920 г. в Йоханесбург, Република Южна Африка, посещава мъжката гимназия в Парктаун.
Стърджис се присъединява към военновъздушните сили на Южна Африка при избухването на Втората световна война и става инструктор в ескадрила № 4 Spitfire, SAAF. През октомври 1944 г. той е свален от противовъздушен огън, заловен е при кацане и изпратен в затворническия лагер на военновъздушните офицери Stalag Luft III в източна Германия. През януари 1945 г. той е транспортиран до Stalag IIIA в Luckenwalde, освободен е два месеца по-късно от настъпващите руски сили.

## Кариера
Ерик Стърджис достига финал на сингъл на Френското първенство през 1947 и 1951 г., но губи съответно от унгареца Йожеф Асбот и Ярослав Дробни. През 1947 г. той печели състезанието на двойки със своя сънародник Юстас Фанин. През 1948 г. достига до финал на сингъл в Националния шампионат на САЩ, но губи от американеца Панчо Гонсалес.
През 1947 и 1948 г. Стърджис печели британския шампионат на твърди кортове, който се играе в Борнмът. Печели първите три турнира на Швеция Оупън (1948, 1949, 1950), в Бостад. Стърджис печели рекордните 11 титли на сингъл в южноафриканските първенства между 1939 и 1957 г.
До края на кариерата си Стърджис достига 15 финала на турнири от Големия шлем (три на сингъл, шест на двойки и шест на смесени двойки). Той печели четири титли (титлата на френското първенство през 1947 г. на двойки, титлата на френското първенство на смесени двойки през 1949 г. и титлата на смесените двойки от Уимбълдън през 1949 г. и 1950 г.).
Ерик Стърджис представлява отбора на Южна Африка за Купа Дейвис в шест мача, достига рекорд от 13–5 победи-загуби на сингъл и на двойки.

## Кариерна статистика

#### Финали на турнири отГолям шлем(3)
| година | турнир      | съперник       | резултат              |
| ------ | ----------- | -------------- | --------------------- |
| 1947   | Ролан Гарос | Йожеф Асбот    | 6 – 8, 5 – 7, 4 – 6   |
| 1948   | ОП САЩ      | Панчо Гонзалес | 2 – 6, 3 – 6, 12 – 14 |
| 1951   | Ролан Гарос | Ярослав Дробни | 3 – 6, 3 – 6, 3 – 6   |

#### Титли на двойки отГолям шлем(1)
| година | турнир      | партньор    | съперник             | резултат                   |
| ------ | ----------- | ----------- | -------------------- | -------------------------- |
| 1947   | Ролан Гарос | Юстас Фанин | Том Браун Бил Сидуел | 6 – 4, 4 – 6, 6 – 4, 6 – 3 |

#### Финали на двойки отГолям шлем(5)
| година | турнир       | партньор       | съперник                    | резултат                          |
| ------ | ------------ | -------------- | --------------------------- | --------------------------------- |
| 1949   | Ролан Гарос  | Юстас Фанин    | Панчо Гонзалес Франк Паркър | 3 – 6, 6 – 8, 7 – 5, 3 – 6        |
| 1950   | ОП Австралия | Ярослав Дробни | Джон Бромич Ейдриън Куист   | 3 – 6, 7 – 5, 6 – 4, 3 – 6, 6 – 8 |
| 1950   | Ролан Гарос  | Ярослав Дробни | Бил Талбърт Тони Трабърт    | 2 – 6, 6 – 1, 8 – 10, 2 – 6       |
| 1951   | Уимбълдън    | Ярослав Дробни | Кен Макгрегър Франк Седжман | 6 – 3, 2 – 6, 3 – 6, 6 – 3, 3 – 6 |
| 1952   | Уимбълдън    | Вик Сейшас     | Кен Макгрегър Франк Седжман | 3 – 6, 5 – 7, 4 – 6               |

#### Титли на смесени двойки отГолям шлем(5)
| година | турнир      | партньор            | съперник                              | резултат             |
| ------ | ----------- | ------------------- | ------------------------------------- | -------------------- |
| 1947   | Ролан Гарос | Шийла Пиърси Съмърс | Ядвига Йенджейовска Кристея Каралулис | 6 – 0, 6 – 0         |
| 1949   | Ролан Гарос | Шийла Пиърси Съмърс | Джейн Куертие Джери Оукли             | 6 – 1, 6 – 1         |
| 1949   | Уимбълдън   | Шийла Пиърси Съмърс | Луиз Бро Джон Бромич                  | 9 – 7, 9 – 11, 7 – 5 |
| 1949   | ОП САЩ      | Луиз Бро            | Маргарет Озбърн Дюпон Бил Талбърт     | 4 – 6, 6 – 3, 7 – 5  |
| 1950   | Уимбълдън   | Луиз Бро            | Пат Канинг Тод Джеф Браун             | 11 – 9, 1 – 6, 6 – 4 |

#### Финали на смесени двойки отГолям шлем(2)
| година | турнир       | партньор   | съперник                 | резултат            |
| ------ | ------------ | ---------- | ------------------------ | ------------------- |
| 1950   | ОП Австралия | Джойс Фич  | Дорис Харт Франк Седжман | 6 – 8, 4 – 6        |
| 1952   | Ролан Гарос  | Шърли Фрай | Дорис Харт Франк Седжман | 8 – 6, 3 – 6, 3 – 6 |